# Hünikon (Neftenbach)
Hünikon ist eine kleine Ortschaft in der Nähe von Winterthur im Kanton Zürich. Sie gehört zur Gemeinde Neftenbach.
Hünikon liegt nördlich der direkten Verbindung von Henggart nach Neftenbach in einer Geländemulde, umgeben von Wolschberg, Schindlenberg und Bergbuck. Es ist umgeben von Feldern und stark landwirtschaftlich geprägt.

Luftbild (1953)

## Bevölkerung
Die Gemeinde Neftenbach hat 5312 Einwohner, davon leben 200 Einwohner in Hünikon.